# Gradići
Gradići su naseljeno mjesto u Republici Hrvatskoj u Zagrebačkoj županiji. Naselje administrativno pripada Velikoj Gorici. Jedno je od najnaseljenijih mjesta u Turopolju i prolazi kroz transformaciju iz seoskog naselja u predgrađe Velike Gorice. Prema popisu stanovništva iz 2011. godine, naselje ima 1860 stanovnika na površini od 1,90 kvadratna kilometra. Gustoća naseljenosti iznosi visokih 979 stanovnika po kilometru kvadratnom. Gradići imaju 468 domaćinstava.
U mjestu djeluju DVD Gradići, KUD Gradići, NK Gradići te brojne druge udruge.
DVD Gradići osnovano je 1943. godine te do danas nije prestajalo s radom. Društvo ima 100-tinjak vatrogasaca od čega 30-ak operativnih. Sami su si priskrbili vozila koja sami i opremaju.
2013. godine Društvo je obilježilo 70 godina rada i postojanja. Od značajnih događaja svakako su intervencije tijekom poplava 2010. godine kada je Društvo sudjelovalo na obrani mjesta velikogoričkog kraja od poplave, a kasnije i u spašavanju istih sto se nažalost počelo događati svake godine.

## Stanovništvo
| broj stanovnika | 186   | 228   | 263   | 261   | 315   | 394   | 354   | 374   | 441   | 418   | 463   | 557   | 879   | 1518  | 1759  | 1860  | 1871  |
|                 | 1857. | 1869. | 1880. | 1890. | 1900. | 1910. | 1921. | 1931. | 1948. | 1953. | 1961. | 1971. | 1981. | 1991. | 2001. | 2011. | 2021. |